# 绿腹丽叩甲
绿腹丽叩甲（学名：Campsosternus fruhstorferi），叩甲科（叩头虫科）丽叩甲属的一种，分布于中国南方及越南、老挝、柬埔寨等地，模式产地为越南北部。
本种2023年被收录入中国《有重要生态、科学、社会价值的陆生野生动物名录》。

## 形态特征
身体呈椭圆形。前胸背板中央及周缘和后角为深蓝色，两侧为暗朱红色；鞘翅及腹面和足为蓝绿色，具金属光泽。